# Зета (река)
Зета је десна притока реке Мораче у Црној Гори. Извире као поток Сурдук, који се у Никшићком пољу, пошто прими две мање притоке, једну из Вукова врела, а другу из вира Куле, назива Сушица. Пошто прими Растовац (Брезовицу) и једну безимену речицу, зове се Зета, у коју се улива Моштаница. При ниском водостају губи воду у више понора, а кад јаче надође, пропада на ивици поља у понор Сливље, заједно са својом притоком Грачаницом. Одатле тече подземно у правој линији, око 5 km и поново избија из пећине на јужној падини Планинице на врелу Перућице и Главе Зете, на висини од 100 m, а око 550 m ниже од понора Сливља. Код села Творила прави водопад Слап. Кроз Бјелопавлићку равницу тече мирно и меандрира. Са обе стране прима по неколико мањих притока и испод рушевина римске Дукље (некадашњег града код Подгорице), улива се у Морачу као њена главна притоку.
До Сливља се зове Горња Зета, а од врела Перучица – Доња Зета. Њена дужина, с подземним током, износи око 89 km, а површина слива 1547 km². Зета носи знатну количину воде па су на Глави Зете и Слапу подигнуте хидроцентрале.